# Järnväg i Vatikanstaten
Vatikanstatens järnvägsnät (Ferrovia Vaticana) består av två spår, vardera 300 meter, inne i Vatikanstaten. Det är det kortaste järnvägsnätet i världen och har endast en järnvägsstation. Räls och station byggdes under påve Pius XI:s pontifikat. Genom Lateranfördraget från 1929 fick man tillgång till det italienska järnvägsnätet. Järnvägstrafiken är främst inriktad på godstransport men har stundtals även fraktat passagerare, oftast av symbolisk eller ceremoniell orsak. Italienska järnvägsbolag sköter trafik och banunderhåll.

## Historia
Före 1870 förfogade påven över en stat på 41 407 km², Kyrkostaten. Påve Gregorius XVI förhindrade järnvägskonstruktionen i Kyrkostaten och ryktas ha sagt "chemin de fer, chemin d'enfer" (ungefärligt översatt: "järnets väg, vägen till helvetet"). Gregorius XVI efterträdare, påve Pius IX, påbörjade konstruktionen av en järnvägslinje från Bologna till Ancona men området erövrades av en armé av italienska nationalister år 1861, innan den var färdigbyggd. Det faktum att resande med järnväg var en förutsättning för de storskaliga pilgrimsfärdena under 1800-talet (vilka inleddes med dem till Lourdes omkring 1858) var en orsak till att motståndet gentemot den teknologin mjuknade inom kurian.
Byggandet av en järnvägsstation i Vatikanstaten och dess sammankoppling med det Italienska järnvägsnätet garanterades genom Lateranfördraget från den 11 februari 1929. Konstruktionen påbörjades den 3 april 1929. Konstruktionen av viadukten till Vatikanstaten betalades av den italienska regeringen; stationen i Vatikanstaten finansierades genom den ₤it750 miljoner stora ersättning som kommits överens om i Lateranfördragets finansiella bilaga. Den totala kostnaden för konstruktionen uppgavs vara ₤it24 miljoner.
I mars 1932 körde det första lokomotivet till Vatikanstaten. En järnvägskonvention ratificerades mellan Italien och Vatikanstaten den 12 september 1934 och i oktober 1934 lämnade Departementet för offentliga arbeten över det färdiga järnvägslinjen till Vatikanstaten respektive Ferrovie dello Stato. Legge sulle fonti del diritto (7 juni 1929) gjorde de italienska järnvägsbestämmelserna bindande även på den järnväg som kontrollerades av Vatikanstaten.
I slutet av mars 1944, då de allierades bombningar av Rom under andra världskriget nådde sin höjdpunkt upptäckte Vatikanen ett tyskt tåg med krigsmateriel som stannats på rälsen bredvid Vatikanstatens järnvägsstation.

## Rutt
Vatikanstatens järnväg utgrenar sig från Rom till Viterbo järnvägslinje vid "Roma San Pietro järnvägsstation" och korsar dalen Gelsomino genom en 143,12 meter lång murad viadukt. Viadukten består av åtta 15,30 meter långa valv och korsar Viale Vaticano samt Via Aurelia.
Innan järnvägen passerar genom Vatikanstatens murar och når sitt slut på Vatikanstatens järnvägsstation passerar den under en valvbåge dekorerad med påven Pius XI vapensköld med en skjutbar tvådelad 35,5 ton tung järnport som glider in i nischerna i Vatikanstatens murar.
Vatikanstatens järnvägsstation (senare uppdelad i en godsexpedition och ett museum med numismatiska och filatelistiska samlingar) byggdes cirka 20 meter från entréporten av arkitekten Giuseppe Momo. Stationen öppnades år 1933. Dess enkla vita design i italiensk marmor beskrevs av skribenten H. V. Morton som "mer likt en filial av banken Barclays i London".

## Användning

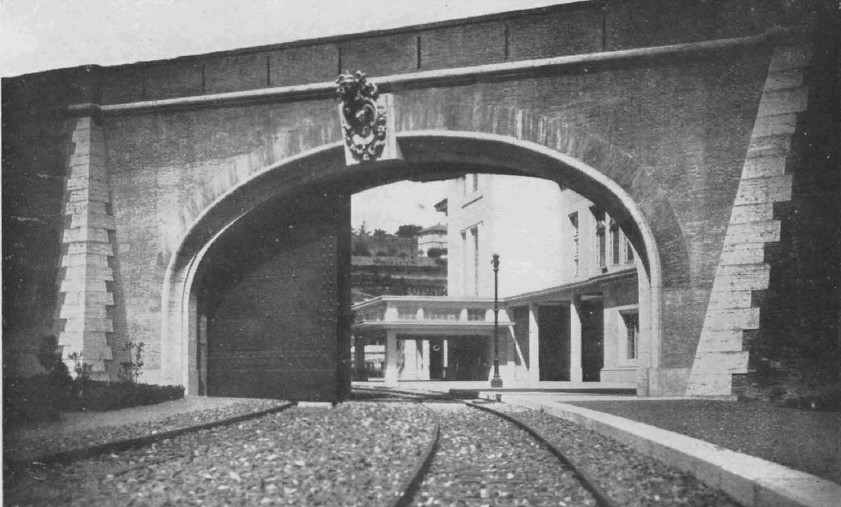
Portvalvet in till Vatikanstaten har skjutbara dörrar inbyggda i muren som omger landet. Genom denna går järnvägen till järnvägsstationen. Railway Magazine (1934).

Vatikanstatens järnväg har huvudsakligen använts för att importera gods (innan bilfärder blev vanligare och mindre kostsamma) till Vatikanstaten och emellanåt för vanliga passagerartåg. 
Det av Pius XI planerade bygget av ett påvetåg genomfördes aldrig och Vatikanstaten har aldrig anställt några järnvägsarbetare eller registrerat någon vagnpark. Påve Pius IX officiella tåg återfinns att beskåda på en utställning på museet i Palazzo Braschi.